# Pokrzywnica (województwo łódzkie)
Pokrzywnica – wieś w Polsce położona w województwie łódzkim, w powiecie łęczyckim, w gminie Piątek.
Do 1870 istniała gmina Pokrzywnica.
W latach 1975–1998 miejscowość administracyjnie należała do województwa płockiego.
W miejscowości znajduje się cmentarz mariawicki parafii pw. Trójcy Przenajświętszej w Piątku.